# بادية نجد
بادية نجد أو البادية النجدية تشكل الجزء الأوسط من بادية شبه الجزيرة العربية التاريخية و جزء من إقليم نجد التاريخي وواحدة من نواحي التراث الجغرافي والثقافي للمملكة العربية السعودية ، و قد سكنتها تاريخيا قبائل عربية مضرية نزارية مثل بعض بني أسد وبعض بني تميم وبعض بطونها حنظلة و دارم و مجاشع و قبائل قيس عيلان مثل غطفان و محارب و بني سليم و بني عامر بن صعصعه و بني هلال و معظم بطون قبيلة هوازن

### قراءات معمقة
انظر:
- كتب «في قلب جزيرة العرب»، و«أخلاق البدو في أشعارهم وأخبارهم» و«الرحلة النجدية» / عاتق البلادي
- من أخبار القبائل في نجد خلال الفترة 850 - 1200 هـ. ط2 1416 هـ، فايز البدراني
- كتاب «البادية النجدية»، (174 الصفحات)، محمد ناصر أبو حمراء، ط1، 1424 هـ / 2003م.[2]